# Raquel Meller
Raquel Meller, pseudonimo di Francisca Romana Marqués López (Tarazona, 9 marzo 1888 – Barcellona, 26 luglio 1962), è stata una cantante e attrice spagnola.

## Biografia

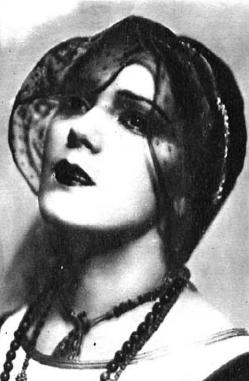
Raquel Meller nel 1915

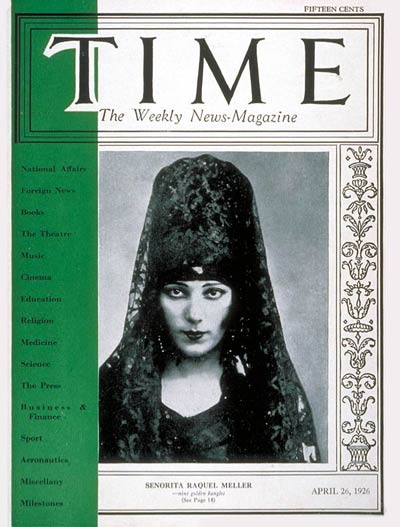
La copertina del Time, il 26 aprile 1926 con Raquel Meller

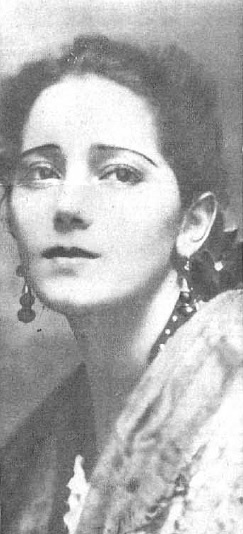
Raquel Meller nel 1926

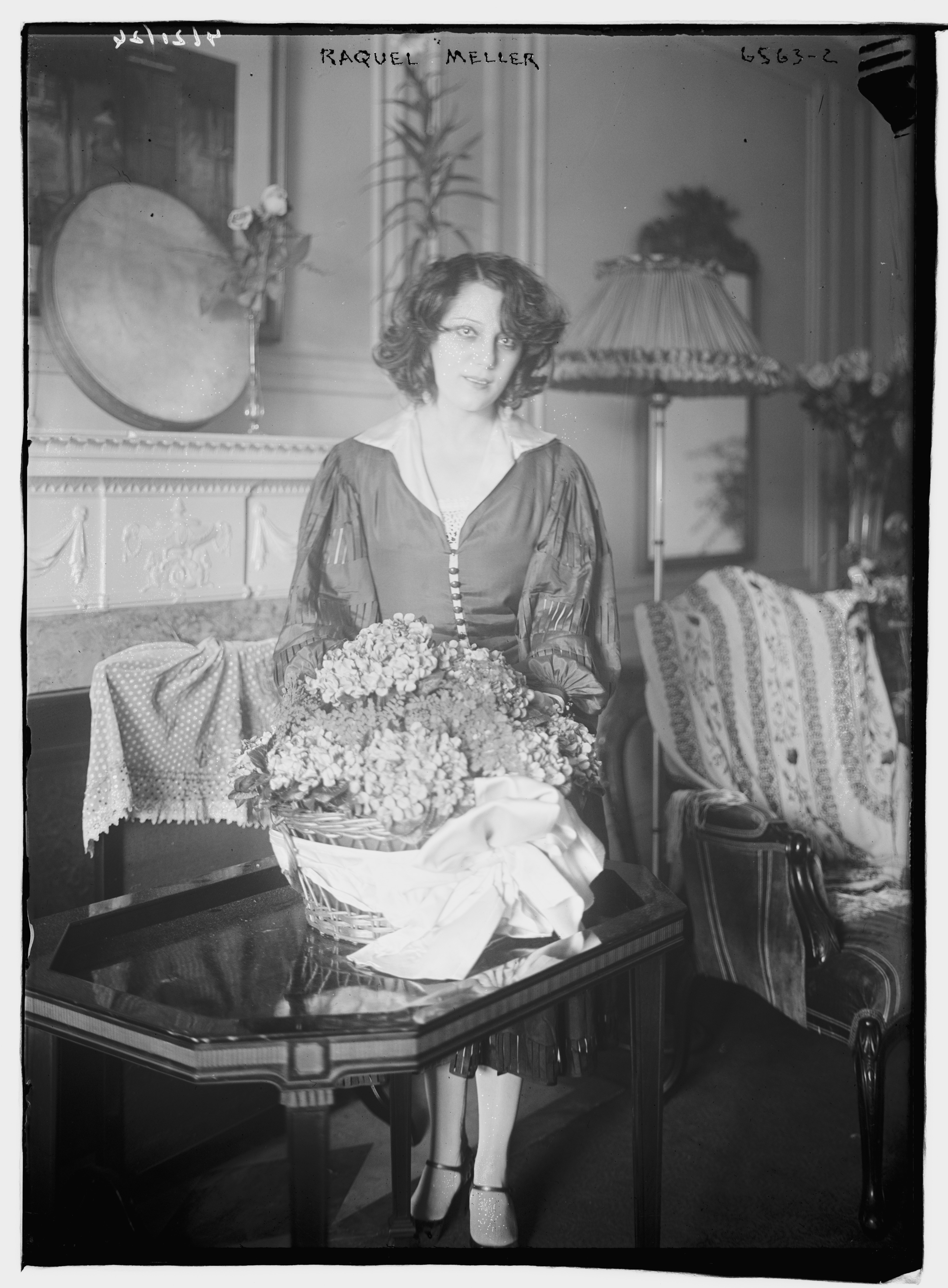
Ritratto di Raquel Meller

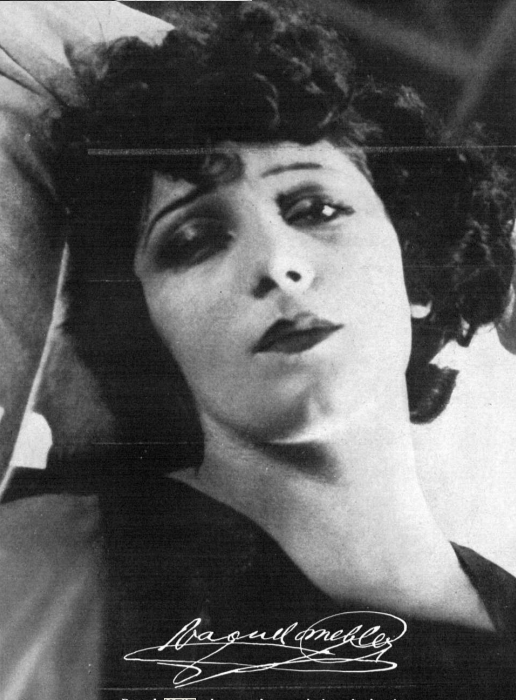
Raquel Meller sulla rivista Caras y Caretas, il 29 settembre 1928

Raquel Meller nacque a Tarazona, in Aragona, figlia del fabbro Telesforo Marqués Ibañez, e di Isabel López Sainz, commerciante.
All'età di quattro anni, la sua famiglia si trasferì a Barcellona, ma suo padre morì quando lei non aveva ancora dieci anni e fu affidata alle cure di sua zia, suor María del Carmen, una badessa del convento di Figueres, dove venne educata e istruita fino all'età di sedici anni, dopo di che incominciò a lavorare a Barcellona in un atelier di modisteria.
Cantava mentre lavorava, attirando l'attenzione della gente, tra cui, nel 1907, una famosa attrice di varietà, Marta Olivares, la quale apprezzò le doti vocali della sarta, e quindi le propose di esibirsi in un teatrino di periferia.
Due anni dopo, con lo pseudonimo di Raquel Meller, diventò una cantante apprezzata in tutta la Spagna.
Nel 1919 sposò il giornalista e diplomatico guatemalteco Enrique Gómez Carrillo, dal quale divorziò nel 1922.
Sempre nel 1919 Raquel Meller effettuò i suoi primi concerti a Parigi, in Argentina, in Uruguay e in Cile, e negli stessi anni ebbe un grande successo nel mondo con le canzoni El Relicario e La Violetera, due piccoli splendidi capolavori del compositore José Padilla Sánchez.
Grazie al suo fascino, oltre alla sua bella voce di cantante appassionata ed espressiva, Raquel Meller si dedicò al cinema, esordendo in Spagna con Los Arlequinos de seda y oro (1919), un'opera che successivamente fu ripresentata con il titolo La gitana blanca, recitando soprattutto in Francia, inizialmente nei film muti, come Violettes imperiales (1924), di cui interpreterà, con lo stesso regista Henry Roussel, un remake sonoro otto anni dopo, La Terre promise (1925), La ronde de nuit (1925) e, per la regia di Jacques Feyder, una versione originale e personale della Carmen (1926), in cui, la protagonista è una vittima dei cattivi Don José, Garcia e Lucas il torero.
Gli anni passarono, negli anni trenta Raquel Meller soggiornò dapprima in Francia, amica di Maurice Chevalier e Sarah Bernhardt, continuando a cantare, in patria e all'estero, spesso negli Stati Uniti d'America, diventando così una ambasciatrice della musica spagnola, e successivamente, ai tempi della guerra civile spagnola, si trasferì in Argentina, ritornando a Barcellona dopo l'ascesa al potere di Francisco Franco.
Nel 1956 pubblicò un'autobiografia e nel 1958, all'età di settant'anni si esibì con successo in uno spettacolo di rivista in un teatro di Madrid, anche se morì, a causa di un attacco cardiaco, qualche anno dopo, il 26 luglio 1962 parzialmente dimenticata e in non buone condizioni economiche.
La sua processione funebre a Barcellona il giorno seguente fu seguita da centomila persone.
Barcellona le ha dedicato una bellissima statua sul marciapiede del Paralel.
La città natale di Raquel Meller di Tarazona ospita un'esposizione permanente dedicata a lei nel Teatro delle Belle Arti del municipio.

## Filmografia
- Violettes imperiales, regia di Henry Roussel (1924)
- La ronde de nuit, regia di Marcel Silver (1925)
- La Terre promise, regia di Henry Roussel (1925)
- Carmen, regia di Jacques Feyder (1926)
- Violetera di Siviglia (Violettes imperiales), regia di Henry Roussel (1932)